# Sándor Beszédes
Dans le nom hongrois Beszédes Sándor, le nom de famille précède le prénom, mais cet article utilise l’ordre habituel en français Sándor Beszédes, où le prénom précède le nom.
Sándor Beszédes (en français Alexandre Beszédes) , né à Székesfehérvár en Hongrie en 1830 et mort à Bad Wörishofen lors d'un séjour en Bavière le 19 août 1889, est un photographe hongrois.

## Biographie

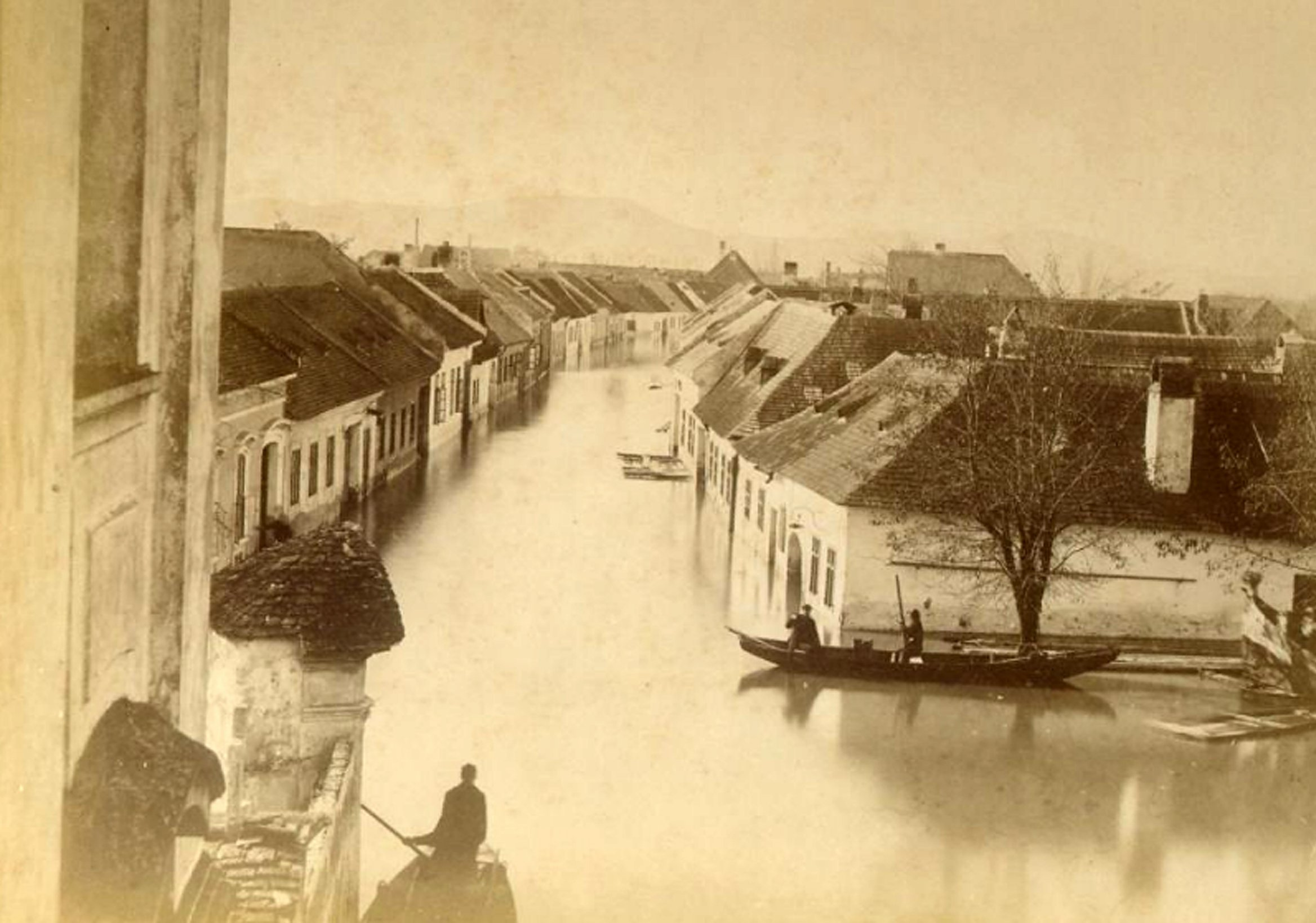
La rue du Danube lors de l'inondation de 1876 à Esztergom.

Sándor Beszédes s'installe en 1868 à Esztergom, dans le comitat de Komárom-Esztergom au nord du pays, à la frontière entre la Slovaquie et la Hongrie, et y ouvre un studio de photographie le 19 janvier.

## Publications
- Flóris Rómer, A magyar nemzeti muzeum római feliratos emlékei. Az Albertotypiai táblák Beszédes Sándortól valók LXI. táblával és egy térképpel [ Monuments romains inscrits du musée national hongrois. Planches albertotypiques de Sándor Beszédes], Budapest, Magyar Nemzeti Múzeum, 1873[2].
- Antiquités préhistoriques de la Hongrie, arrangées et décrites par le Dr Joseph Hampel,... illustrées par le procédé albertotypique par Alexandre Beszédes, Esztergom, 1876-1877 (en ligne).
- Béla Czóbel, Trésor de l'église métropolitaine d'Esztergom. Planches photographiques d'objets d'art décrites par ... Béla Czobor ... Alexandre Beszédes, photographe, éditeur, Esztergom, 1881.